# Кирилкин, Иван Тарасович
Ива́н Тара́сович Кири́лкин (1890—1942) — советский хозяйственный деятель, первый директор Краматорского завода тяжёлого машиностроения (ныне ЗАО «Новокраматорский машиностроительный завод» г. Краматорск, Донецкая область, Украина) и судостроительного завода № 402 в Молотовске (ныне ПО «Северное машиностроительное предприятие», г. Северодвинск, Архангельская область, Российская Федерация).

## Биография
Родился в 1890 году в городе Александровске-Грушевском Ростовской губернии (ныне город Шахты Ростовской области).
С 1913 года член ВКП(б). Участник Гражданской войны 1917—1922 годов.
В 1925—1926 годах, по воспоминаниям из мемуаров Никиты Сергеевича Хрущёва, Иван Тарасович Кирилкин работал управляющим Рутченковскими рудниками на Донбассе. После этого Иван Тарасович был назначен директором Макеевских металлургических заводов.
8 октября 1929 года состоялась торжественная закладка Краматорского завода тяжёлого машиностроения (КЗТМ), ныне ЗАО «Новокраматорский машиностроительный завод» в Краматорске, Донецкая область, Украина, на котором Иван Тарасович Кирилкин назначен директором. К тому времени Иван Тарасович уже успел побывать на стройках в Америке, Англии, Франции, Чехословакии, Германии и был достаточно опытен для вверенного ему проекта.
Под его руководством в 1932 году созданы Старокраматорский машиностроительный завод (СКМЗ) и Новокраматорский металлургический завод (КМЗ).
В 1934 году пущена первая очередь Новокраматорского машиностроительного завода (НКМЗ). На тот момент НКМЗ по своей производственной мощности не имел равных в мире: ежегодно он мог выпускать 30 комплектов оборудования для мартеновских печей, 6 комплектов для доменных печей, 3 блюминга, 16 прокатных станов, а также оборудование для шахт и коксовых батарей. При непосредственном участии Ивана Тарасовича Кирилкина одновременно с Новокраматорским машиностроительным заводом был построен новый городок машиностроителей.
С 26 января по 10 февраля 1934 года И. Т. Кирилкин являлся делегатом XVII съезда ВКП(б) от Донецкой области с правом совещательного голоса.
В 1934—1936 годах на машиностроительных заводах Краматорска были изготовлены первые в СССР слябинг и тонколистовой стан, кран грузоподъемностью 125 тонн, оборудование для ДнепроГЭСа, «Запорожстали», «Амурстали», Магнитогорского металлургического комбината и Московского метрополитена.
В 1934—1936 годах избирался членом ЦК КП(б)У. С 1935 года — член ЦИК СССР. Награждён орденом Ленина.
29 мая 1936 года приказом наркома тяжёлой промышленности СССР Серго Орджоникидзе Иван Тарасович Кирилкин был назначен начальником строительства судостроительного завода и рабочего посёлка Судострой, впоследствии выросшего в город Молотовск (ныне Северодвинск). По воспоминаниям писателя Александра Георгиевича Бивуля (псевдоним — Пахомов) в книге «Главный привод», Иван Тарасович сам попросил Орджоникидзе направить его на эту стройку.
В апреле 1937 года из печати вышла небольшая книжка начальника строительства Ивана Тарасовича «Беломорский богатырь», основное предназначение которой — простым и доступным языком объяснить рабочим цели строительства нового завода в устье Северной Двины, а также поднять дух и энтузиазм первостроителей. Судя по всему, книга Кирилкина нашла отклик в душах её читателей, поскольку из докладной записки И. Т. Кирилкина в ОК ВКП(б) в 1937 году можно сделать вывод, что за полтора года с момента фактического начала строительства завода вольнонаемной организацией строителей, созданной за одну суровую северную зиму, были достигнуты выдающиеся результаты. Возникли две улицы домов временного посёлка Судострой, были построены подсобные предприятия: бетонный завод, арматурный цех, механические мастерские, кирпичный завод, дизельные электростанции. Началось строительство и самого завода. К осени 1937 года на строительной площадке находилось 20 тысяч тонн металлоконструкций, поставленных многими заводами страны. При этом необходимо учитывать тот факт, что все постройки производились на болоте, где глубина залегания торфа превышала полтора метра.
До середины 1938 года строительство завода № 402 велось Наркоматом тяжёлой промышленности, а затем выделившимся из него Наркоматом оборонной промышленности СССР, создавшими с этой целый специальную строительную организацию «Архсудострой», начальником которой был также назначен И. Т. Кирилкин.
C 1 августа 1938 года стройка перешла в ведение Наркомата внутренних дел. Все работы производились исключительно силами Управления Строительства № 203 НКВД СССР с использованием труда заключенных созданного тогда же Ягринского исправительного трудового лагеря (Ягринлага), входившего в систему ГУЛАГа НКВД и существовавшего с 1938 по 1953 годы.
Осенью—зимой 1939 года на стройплощадке насчитывалось до 28 тысяч заключённых, а к началу Великой Отечественной войны их количество достигло 40 тысяч. После начала контроля строительства органами НКВД Ивана Тарасовича Кирилкина начинают постепенно отстранять от контроля за строительством завода.

## Осуждение и гибель
Причиной уголовного дела, заведённого на Кирилкина, послужили несколько фактов.
- В 1920-х годах Кирилкин часто бывал в заграничных командировках. Это послужило причиной подозрения его в шпионской деятельности.
- Иван Тарасович Кирилкин, во времена строительства завода в Краматорске, настаивал на привязке стройплощадки к тому месту, где будет размещена площадка «Коксостроя». Данный технический спор был разрешён при посредничестве Серго Орджоникидзе, однако И. Т. Кирилкин «нажил» себе врагов в Наркомате тяжёлой промышленности. Этот спор впоследствии фигурировал в уголовном деле под видом «срыва работ» и «попытки теракта».
- После отъезда И. Т. Кирилкина из Краматорска на Север, для строительства завода № 402, на нового директора Новокраматорского завода было совершено покушение. Согласно анонимному письму, поступившему в органы НКВД, этот теракт был «местью» со стороны Кирилкина.
- Кирилкин, будучи директором строящегося завода № 402 в посёлке Судострой, при ежедневном обходе и осмотре стройплощадки часто премировал денежными суммами отличившихся рабочих непосредственно на их рабочем месте. Впоследствии Кирилкину инкриминировали растрату государственных денежных средств.
- Кирилкин достаточно много внимания уделял культурно-эстетическому и бытовому удобству рабочих на стройплощадке строящегося завода в посёлке Судострой. В анонимном письме, поступившем в НКВД, есть строки «…на других заводах у рабочих не просыхают рубахи от пота, а Кирилкин пальмы, цветы разводит». Этот факт послужил причиной обвинения Кирилкина в срыве сроков сдачи работ.
- 2 мая 1941 года военным трибуналом Архангельского военного округа по статьям 58-7, 58-11 УК РСФСР и Закону от 07.08.32 года Иван Тарасович Кирилкин был обвинён в шпионаже в пользу нескольких иностранных разведок и незаконно осужден к лишению свободы сроком на 15 лет с поражением в правах на 5 лет. Погиб в Вятском исправительно-трудовом лагере 25 марта 1942 года (ныне Учреждение К-231 Министерства юстиции Российской Федерации в посёлке Лесном Верхнекамского района Кировской области). Полностью реабилитирован 25 августа 1956 года (по другим сведениям — 27 июля 1992 года).

## Упоминания И. Т. Кирилкина в литературе
Известный литературовед Николай Леонтьевич Бродский упоминает во вступлении к своей книге о Пушкине, написанной в 1937 году, фрагмент письма рабочих Донбасса к А. М. Горькому, в котором они просят увековечить память Кирилкина в виде поэмы, подобной «Евгению Онегину» А. С. Пушкина:

…как памятник, чтобы Иван Тарасович Кирилкин (бывший беспризорник, потом инженер и директор завода) стал также художественным типом, как у Пушкина Евг. Онегин

Никита Сергеевич Хрущёв упоминает Кирилкина в своих мемуарах:

Вот, например, Иван Тарасович Кирилкин — директор Рутченковских рудников, где я раньше был рабочим, а потом заместителем управляющего. Как я уже рассказывал, я поступил на эти рудники в 1912 году. (…) Кирилкин был управляющим этими рудниками в 1925—1926 годах. А потом Ивана Тарасовича назначили директором Макеевских металлургических заводов, и он со знанием дела руководил ими. (…) А затем наступил 1937 год. Погиб Иван Тарасович. Я так и не нашёл следов, где и при каких обстоятельствах он погиб…

Писатель Александр Георгиевич Пахомов в своей книге «Главный привод» упоминает о беседе Ивана Тарасовича Кирилкина с Серго Орджоникидзе:

…Я хочу попросить, вас, Григорий Константинович, направить меня на тот участок, где очень тяжело, где именно требуется организовать штурм!
— Это куда? — настороженно спросил нарком.
— Начальником строительства на Север. Вы подбираете туда, я знаю…
— Вот ты, значит, куда вырулил. Да я, действительно, не могу подобрать боевого командира, который бы в труднейших условиях Севера повёл людей на штурм. Но, правду говоря, Вано, я хотел тебе другое место предложить, здесь, в Москве. Не много у меня таких людей, как ты, раз, два и обчёлся… Смотри, Вано, — сказал Серго после небольшой паузы, — я тебя отговаривать не стану, не в моих интересах. Лучшего начальника строительства туда я себе и не мыслю!

## Увековечение имени
Именем Ивана Тарасовича Кирилкина названы улицы в Краматорске и Северодвинске.
- Памятная доска И. Т. Кирилкину в Северодвинске на одноимённой улице
- Аннотационная табличка улицы Кирилкина в Краматорске